# Tehching Hsieh

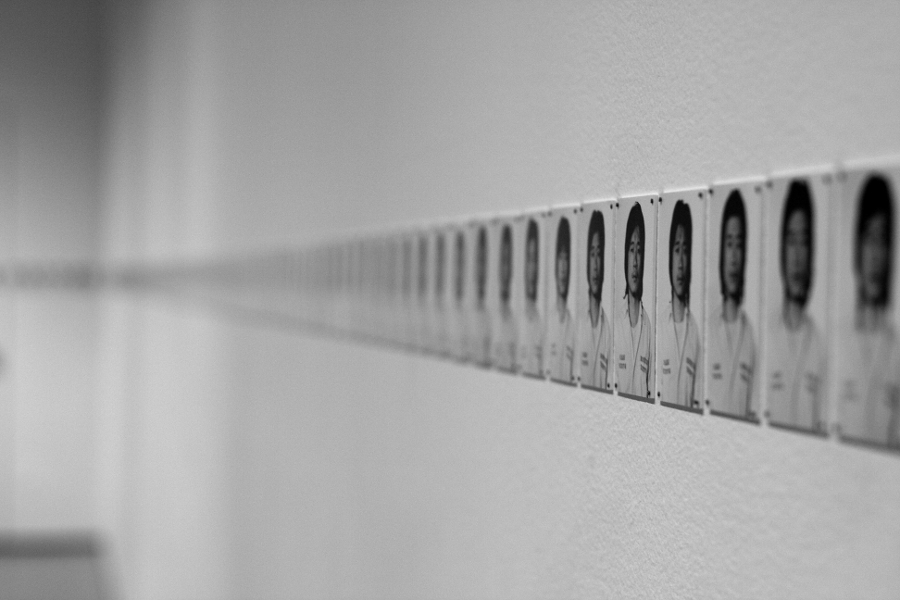
Tehching Hsieh Ausstellung im Museum of Modern Art (2009)

Tehching (Sam) Hsieh (謝德慶) (* 31. Dezember 1950 in Nanzhou, Landkreis Pingtung, in Taiwan) ist ein Performance-Künstler, der vor allem durch seine Langzeitperformances bekannt wurde.

## Leben
1967 verließ er die Schule, um seine künstlerische Karriere mit Malerei zu beginnen. Von 1970 bis 1973 leistete er Militärdienst. Kurz darauf hatte er seine erste Ausstellung, ging der Malerei aber nicht weiter nach, sondern widmete sich stattdessen der Performance-Kunst. Er entwickelte seine erste eigenständige Performance Jump Piece, in Anlehnung zu Yves Kleins Fotomontage Sprung in die Leere (Originaltitel: Leap into the void) in Taiwan. Nachdem er sich zusätzlich zum Seemann ausbilden ließ, wanderte er 1974 in die USA nach Philadelphia aus. Seit 1988 ist er amerikanischer Staatsbürger. In der Zeitspanne zwischen Ankunft und Einbürgerung ging er der Beschäftigung als Mitarbeiter auf einem Öltanker im Hafen von Philadelphia nach. Die Bedrohung der Abschiebung war für ihn als illegaler Einwanderer jeden Tag existenziell, woraufhin in Anspielung an diesen Umstand 1978–1979 seine erste One Year Performance Cage Piece entstand. Nach verschiedenen Stationen lebt er heute in New York.
Seine One Year Performances waren für ihn das Sprungbrett in die Karriere als Performancekünstler, durch sie wurde er letztendlich bekannt. Obwohl die Werke unweigerlich an Sadhus denken lassen, so zitiert Carr den Künstler, fühle Hsieh sich oft missverstanden, seine künstlerische Arbeit sei kein asketisches Training.

## Werke
- One Year Performance 1978–1979 (Cage Piece)

In dieser Performance sperrte Hsieh sich für ein Jahr in einen Käfig aus Holz ein. Die Einrichtung des Käfigs war auf das Minimale reduziert. Er behielt lediglich lebensnotwendige Möbelstücke, wie ein Waschbecken, ein Bett und einen Eimer für die Notdurft. Hsieh durfte weder sprechen noch lesen oder Radio hören. Ein Freund versorgte ihn mit dem Nötigsten, entsorgte seine Abfälle und dokumentierte Hsiehs Zustand in einem Foto. Ein- bis zweimal pro Monat waren Besucher erlaubt. Das Cage Piece entstand in Anlehnung an Hsiehs Zeit als illegaler Einwanderer kurz nach seiner Ankunft in Amerika im Jahre 1974. In dem Zeitraum zwischen seiner Ankunft in dem neuen Land und seiner Einbürgerung drohte ihm tagtäglich die Abschiebung zurück in sein Heimatland Taiwan. Isolation und Angst vor einem Gefängnisaufenthalt werden in diesem Projekt thematisiert. Die Zeitspanne bis zur Einbürgerung ist von vierzehn Jahren auf ein Jahr gekürzt, die seelische und physische Belastung wird jedoch gleichermaßen erreicht.
- One Year Performance 1980–1981 (Time Clock Piece)

Diese Aktion bestand darin, dass er ein Jahr lang einmal pro Stunde  eine Stempeluhr bedienen und dabei ein Foto machen sollte. Der damit einhergehende Schlafentzug habe ihn in eine Art Delirium versetzt und führte zur Verfehlung einiger Aufnahmen. Um die Veränderung seines Körpers unter den Einflüssen der Zeit hervorzuheben, begann er seine Fotoserie mit kahl rasiertem Kopf. Während der Performance wuchsen die Haare dann auf natürliche Weise nach. Am Ende der Performance wurde ein Film aus den einzelnen Aufnahmen produziert und im Museum of Modern Art, 2009 ausgestellt. Rückblickend habe ihn die Arbeit zu der Erkenntnis geführt, dass “wasting time is my concept of life [… ] Living is nothing but consuming time until you die.”
- One Year Performance 1981–1982 (Outdoor Piece)

Hsieh verbrachte ein Jahr im Freien, er durfte weder Gebäude betreten noch sich in einem überdachten Ort (Auto, Zug etc.) aufhalten.
- Art/Life: One Year Performance 1983–1984 (Rope Piece)

In dieser Performance war er für ein Jahr mit der Künstlerin Linda Montano durch ein Seil verbunden, allerdings durften die beiden sich nicht berühren. Montano sagte über die Aktion: „It was a chance for the mind to practice paying attention, a way to stay in the moment.“ In dieser Zeit traf er auch auf Marina Abramović, die über ihn sagte: „He has made the most radical performances in the world, and nobody has done it longer or better than he has.“
- One Year Performance 1985–1986 (No Art Piece)

## Vergänglichkeitsmotiv
Die Vergänglichkeit oder auch Vanitas (lat. „leerer Schein, Nichtigkeit, Eitelkeit“; auch „Lüge, Prahlerei, Misserfolg und Vergeblichkeit“) beschreibt das Vergehen eines Objekts im zeitlichen Verlauf. Hsieh greift diese Veränderung des Materials als die Grundidee seines Arbeitsprinzips auf und knüpft in seinen One Year Performances daran an. Die physische Belastung intensiviert den Aspekt des Vergehens und transformiert den Menschen als Medium zum Spiegel der Vergänglichkeit.
In Hsiehs One Year Performance von 1980 bis 1981 ist das Vergehen der menschlichen Jugend deutlich zu erkennen: Auf Hsiehs zu Anfang kahl rasierten Kopf wachsen üppig Haare in die Länge, Ansätze eines Bartwuchses sind festzustellen und es bilden sich Augenringe und Furchen im Gesicht des Künstlers als Antwort auf die Anstrengung innerhalb dieses Projekts.
Der Künstler selbst folgt der Überzeugung, dass der Mensch bis zu seinem Tod nichts Weiteres täte, als Zeit zu verbrauchen. Es ist der Kreislauf des Lebens, dass materielle und organische Objekte vergehen und die Grundlage für etwas Neues einnehmen. Die Zeit auf der Erde ist für jedes Lebewesen begrenzt und der Traum der Ewigkeit verbunden mit der Transzendenz. In Hsiehs Werken wird das menschliche Streben nach der Unsterblichkeit und Vollkommenheit sekundär behandelt. Sie basieren auf der Darstellung des zeitlichen Verlaufs, begleitet von der physischen und psychischen Belastung. Hsieh verdeutlicht mit seinen Werken jedoch, dass das Ziel der Ewigkeit unmöglich zu erreichen ist und der Mensch zurück in die Vergänglichkeit verfällt.

## Ausstellungen
- 2008: Synthetic Times: Nedia Art China, National Art Museum of China, Peking. Katalog.
- 2017: Tehching Hsieh – Doing Time, Palazzo delle Prigioni, Venedig.[8]

## Bilder
- One Year Performance 1978–1979, Poster